# Bout de Zan écrit ses maximes
Pour plus de détails, voir Fiche technique et Distribution.
Bout de Zan écrit ses maximes est un film muet français réalisé par Louis Feuillade et sorti en 1914.

## Fiche technique
- Titre : Bout de Zan écrit ses maximes
- Réalisation : Louis Feuillade
- Scénario : Louis Feuillade
- Société de production : Société des Établissements L. Gaumont
- Pays de production :  France
- Langue : intertitres en français
- Format : Muet - Noir et blanc - 35 mm - 1,33:1
- Genre : Comédie
- Durée : 4 minutes
- Date de sortie : 
  - France : février 1914

## Distribution
- René Poyen : Bout de Zan